# Barilla Indoors 1993
Barilla Indoors 1993 — жіночий тенісний турнір, що проходив на закритих кортах з килимовим покриттям Saalsporthalle Allmend у Цюриху (Швейцарія). Належав до турнірів 1-ї категорії (у попередні роки - 2-ї) в рамках Туру WTA 1993. Турнір відбувся вдесяте й тривав з 4 до 10 жовтня 1993 року. Третя сіяна Мануела Малєєва-Франьєре здобула титул в одиночному розряді й отримала 150 тис. доларів США.

## Фінальна частина

### Одиночний розряд
Мануела Малєєва-Франьєре —  Мартіна Навратілова 6–3, 7–6(7–1)
- Для Малеєвої-Франьєре це був 2-й титул в одиночному розряді за рік і 18-й — за кар'єру.

### Парний розряд
Зіна Гаррісон-Джексон /  Мартіна Навратілова —  Джиджі Фернандес /  Наташа Звєрєва 6–3, 5–7, 6–3